# Sharifuddin Pirzada
Sharifuddin Pirzada (en ourdou : شریف الدین پیرزادہ سيد) est un homme politique pakistanais, né le 12 juin 1923 à Burhanpur, alors situé dans le Raj britannique et mort le 2 juin 2017 à Karachi, dans la province du Sind. Il a surtout été en fonction sous les deux premiers régimes militaires du pays. 
Il a surtout été ministre des Affaires étrangères du Pakistan entre 1966 et 1968. Il a aussi été trois fois procureur général du pays entre 1965 et 1965, puis entre 1968 et 1971 ainsi qu'entre 1977 et 1985. Il a également été ministre de la loi et des affaires parlementaires entre 1979 et 1985.

## Biographie

### Jeunesse et éducation
Sharifuddin Pirzada est né le 12 juin 1923 à Burhanpur, alors situé dans le Raj britannique. Il est issu d'une famille musulmane noble de la ville. Il est diplômé de l'université de Bombay en 1945 puis part au Royaume-Uni suivre une formation d'avocat, où il décroche le barreau de Lincoln's Inn. Il commence ensuite à exercer la profession à Bombay avant de s'installer à Karachi. 

### Carrière politique
Sharifuddin Pirzada se fait pour la première fois remarquer sur la scène politique quand il défend, en tant qu'avocat, la décision du gouverneur général Malik Ghulam Muhammad de dissoudre l'Assemblée constituante. La justice lui donne raison et développe pour la première fois la jurisprudence dite « doctrine de la nécessite », qui deviendra la justification des coups d’État militaires menés à partir 1958.
Il exerce ensuite de nombreux postes à responsabilité sous des régimes militaires. Sous Muhammad Ayub Khan, il est procureur général du pays entre 1965 et 1965 puis entre 1968 et 1971. Surtout, il est son ministre des Affaires étrangères entre août 1966 et mai 1968, remplaçant Zulfikar Ali Bhutto. 
Sous le régime militaire de Muhammad Zia-ul-Haq, il est ministre de la loi et des affaires parlementaires entre 1979 à 1985 ainsi que procureur général entre 1977 à 1985.